# یابوونکا ستارا
یابوونکا ستارا (به لاتین: Jabłonka Stara) یک روستا در لهستان است که در گمینا میجخووو واقع شده‌است. یابوونکا ستارا ۱۴۰ نفر جمعیت دارد.